# ادعای تعرض جنسی جو بایدن

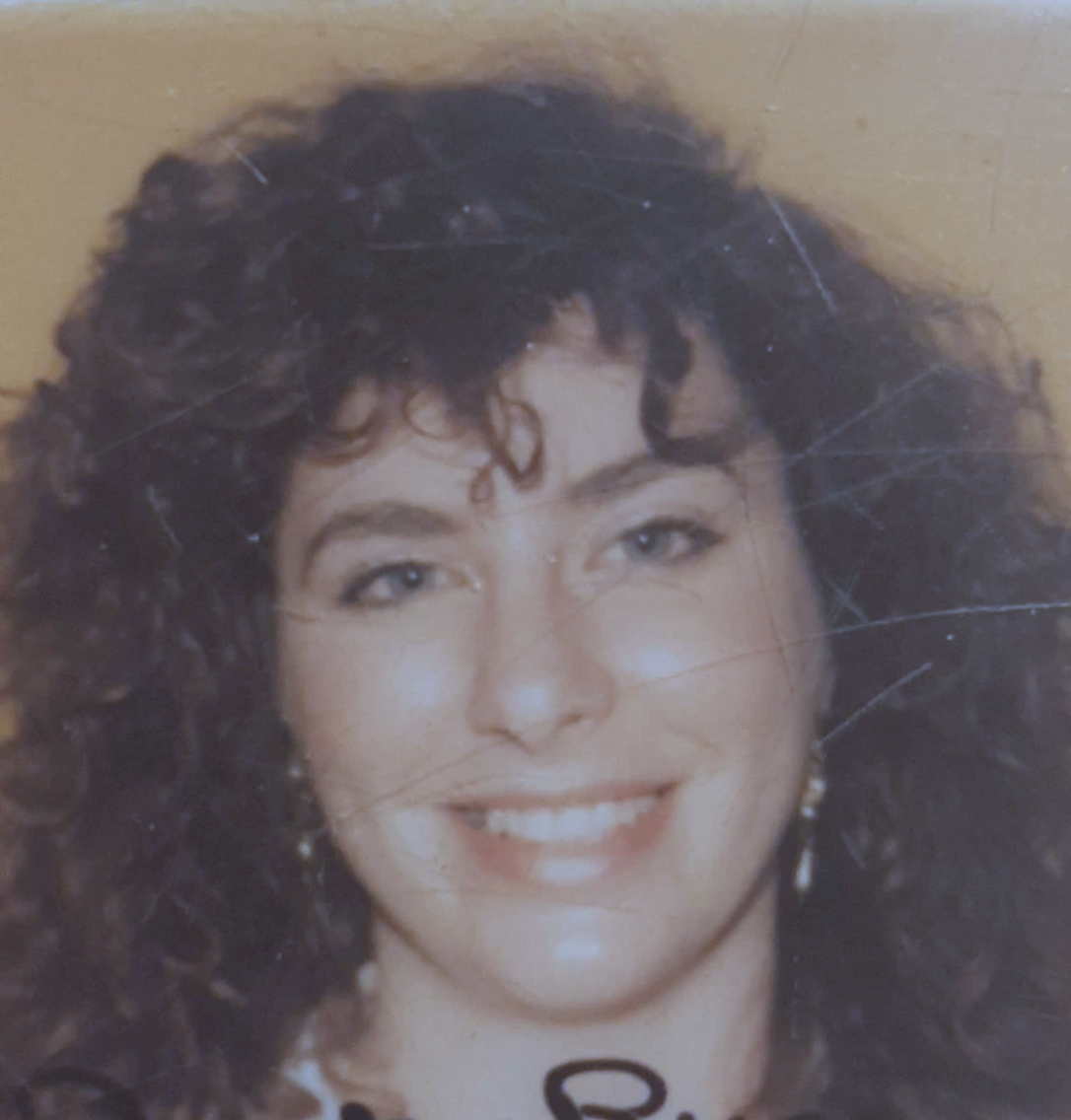
عکس از تارا رید

در مارس ۲۰۲۰، تارا رید ادعا کرد که جو بایدن، معاون رئیس‌جمهور سابق آمریکا و نامزد حزب دموکرات در انتخابات ریاست جمهوری سال ۲۰۲۰ و ۴۶ امین ریس جمهور ایالات متحده، در سال ۱۹۹۳، هنگامی که وی دستیار ستاد در دفتر سنا بوده‌است، در ساختمان کاپیتول هیل به او تجاوز کرده‌است. بایدن قاطعانه همه ادعاهای او را رد می‌کند.
رید حامی و وکیل مدافع قربانیان خشونت در خانواده‌های آمریکایی است. وی اظهار داشته که از طرف پدر و همسر سابق خود مورد آزار جسمی عاطفی و خشن قرار گرفته‌است، که به نوبه خود انگیزه وی را برای کار به عنوان دفاع و حمایت از قربانیان ایجاد کرده‌است. رید در سال ۱۹۹۲ و ۱۹۹۳ برای بایدن به عنوان دستیار کنگره کار کرد و پس از آن در دانشگاه (بدون دریافت مدرک کارشناسی) و دانشکده حقوق دانشگاه سیاتل (که از آنجا دکترای حقوقی گرفت) تحصیل کرد.

## سوابق و ادعاهای پیشین
تارا رید مولتون، در شهرستان نوادا، کالیفرنیا زندگی می‌کند. وی در ژانویه سال ۱۹۹۸ به دلیل خشونت خانگی در گذشته برای محافظت نام قانونی خود را به مک کیب تغییر داد. رید ابتدا در ایالت واشینگتن و بعداً در کالیفرنیا کارهای مربوط به حمایت از قربانیان خشونت خانگی را انجام داده‌است. در اوایل سال ۲۰۲۰، او به‌طور نیمه وقت با خانواده‌هایی با کودکان با نیازهای ویژه در شهرستان نوادا کار کرد. وی که در سال ۲۰۰۴ مدرک حقوق دانشگاه سیاتل را کسب کرده‌است، ولی تاکنون وکالت نکرده‌است. وی سمتهایی را عهده‌دار بوده یا کارهای داوطلبانه ای را برای آژانسهای دولتی شهرستان یا برای سازمانهای غیرانتفاعی خصوصی و وظایفی را در مناطقی مانند حمایت از قربانیان یا نجات حیوانات انجام داده‌است.